# Václav Vorlíček
Václav Vorlíček (Praga, 3 de junio de 1930-Ibidem, 5 de febrero de 2019) fue un director de cine checo.  

## Biografía
Estudió cine en FAMU entre 1951 y 1956, comenzando a dirigir largometrajes desde principios de los años sesenta. Su filmografía incluye varias comedias hechas en colaboración con el guionista Miloš Macourek. Dirigió varias películas infantiles y de cuentos de hadas, entre las que destaca Tři oříšky pro Popelku (1973), un clásico del cine navideño en muchos países europeos. 
El director era viudo y padre de dos hijas. Murió en su ciudad natal de Praga, a los 88 años, de cáncer.

## Filmografía seleccionada
- Who Wants to Kill Jessie? (1966)
- The End of Agent W4C (1967)
- You Are a Widow, Sir (1970)
- Dívka na koštěti (1971)
- La cenicienta y el príncipe (1973)
- How to Drown Dr. Mracek, the Lawyer (1974)
- Což takhle dát si špenát (1977)
- Princ a Večernice (1979)
- Arabela (1979-1980)
- Zelená vlna (1982)
- Young Wine (1986)